# Czesław Łuczak
Czesław Łuczak (ur. 19 lutego 1922 w Kruszwicy, zm. 10 sierpnia 2002 w Poznaniu) – polski historyk specjalizujący się w historii gospodarczej, profesor i rektor (1965–1972) Uniwersytetu im. Adama Mickiewicza.

## Życiorys
Urodził się 19 lutego 1922 w Kruszwicy. Był synem Michała i Jadwigi z domu Stajszczak. W 1932 wraz z rodziną przeprowadził się do Mogilna. W 1939 ukończył Gimnazjum i Liceum w Trzemesznie. Po wojnie rozpoczął studia na Wydziale Prawno-Ekonomicznym Uniwersytetu Poznańskiego, które ukończył w 1948. W trakcie studiów związał się z Katedrą Historii Gospodarczej. Obroniwszy magisterium w styczniu, już w październiku 1949 obronił rozprawę doktorską (promotor: Jan Rutkowski, a po jego śmierci Zygmunt Wojciechowski). Pracował w Katedrze Historii Gospodarczej, która do 1953 istniała przy Wydziale Prawno-Ekonomicznym, po czym przeniesiono ją do Zespołu Katedr Historycznych UP. W 1955 Łuczak został docentem, w 1960 profesorem nadzwyczajnym, a w 1966 profesorem zwyczajnym.
W 1962 został kierownikiem Zakładu Historii Gospodarczej UAM i był nim do przejścia na emeryturę w 1992. Zajmował też następujące stanowiska na szczeblu uniwersyteckim: prodziekan (1956-1960) i dziekan (1960-1962) Wydziału Filozoficzno-Historycznego, prorektor (1962-1965) i rektor (1965-1972) UAM, dyrektor Instytutu Historii (1968-1981 i 1987-1990). Przez wiele lat przewodniczył też Komitetowi Redakcyjnemu Wydawnictwa Naukowego UAM.

### Rektor UAM
Był rektorem UAM w okresie długoletnich rządów historyków w uniwersytecie (byli nimi poprzednik i następca Łuczaka). Za jego kadencji uniwersytet przeżywał konsekwencje Marca'68 (władze musiały rozstrzygnąć problem zidentyfikowanych uczestników studenckich protestów), w następstwie których zgodnie z dyrektywami ministerialnymi przeprowadzono głęboką reformę struktur uniwersyteckich. Równocześnie znacząco rozbudował bazę lokalową uczelni. np. poprzez oddanie gmachu Collegium Novum. W 1969 zorganizował z rozmachem obchody 50-lecia uniwersytetu. Objąwszy stanowisko dyrektora Instytutu Historii w 1969 (po odejściu na emeryturę Henryka Łowmiańskiego i krótkim wakacie), początkowo łączył je ze sprawowaniem funkcji rektora. Doprowadził Instytut do wiodącej pozycji w kraju. Bez problemu zapewniał sobie reelekcje na kolejne kadencje, jednak w 1981 po wygranych wyborach w geście protestu zrezygnował, gdy nie zaakceptowano jednego z jego kandydatów na wicedyrektora. Na stanowisko powrócił, ale już z nominacji rektorskiej (zgodnie z nową ustawą), w 1987 i sprawował je kolejne cztery lata.
Był m.in.
- członek PZPR (od 1953), członek Komisji Historycznej KC PZPR (1963-1970 oraz od 1982)
- przewodniczącym rady naukowej w Głównej Komisji Badania Zbrodni Hitlerowskich oraz Instytutu Pamięci Narodowej
- członek Rady Naukowej Instytutu Zachodniego
- członek Prezydium Komisji Badań Regionalnych PAN przy oddziale poznańskim, członek Komisji II Wojny Światowej Komitetu Nauk Historycznych PAN, członek Prezydium Komisji Historii Gospodarczej PAN
- członek Centralnej Komisji do spraw Stopni i Tytułów Naukowych przy Prezesie Rady Ministrów RP
- członek Komitetu Redakcyjnego kwartalnika KC PZPR Z Pola Walki, w którym publikowano artykuły na temat historii polskiego i międzynarodowego ruchu robotniczego i komunistycznego

Uczniami profesora byli: prof. Włodzimierz Bonusiak, prof. Marian Eckert, prof. Stefan Kowal, dr hab. Bożena Górczyńska-Przybyłowicz, dr hab. Roman Macyra, dr hab. Witold Szulc, dr hab. Tadeusz Janicki, dr hab. Tadeusz Miluski, dr Jin Matsuka. Wypromował łącznie ok. 300 magistrów oraz 50 doktorów.

## Śmierć
Do końca pracował naukowo. Zmarł 10 sierpnia 2002 w Poznaniu, gdzie został pochowany na cmentarzu jeżyckim (kwatera L, rząd 4, grób 3).

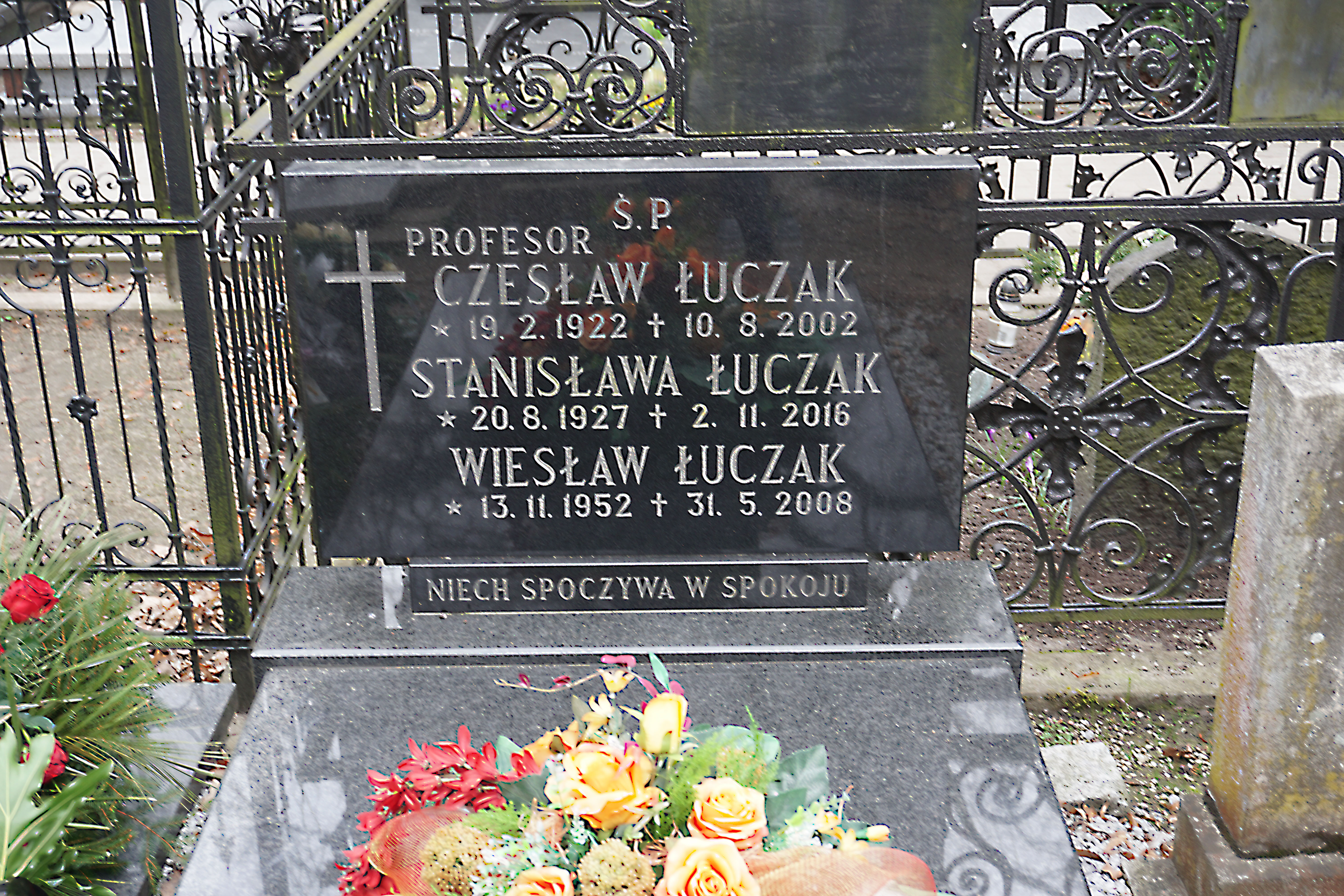
Grób prof. Czesława Łuczaka na cmentarzu Jeżyckim w Poznaniu

## Odznaczenia
- Doktor honoris causa uniwersytetów w Charkowie i w Halle[2]
- Krzyż Komandorski Orderu Odrodzenia Polski
- Krzyż Oficerski Orderu Odrodzenia Polski
- Krzyż Kawalerski Orderu Odrodzenia Polski
- Order Sztandaru Pracy I klasy
- Złoty Krzyż Zasługi
- Medal Komisji Edukacji Narodowej
- Odznaka tytułu Zasłużony Nauczyciel PRL
- Palmae Universitatis Studiorum Posnaniensis (1999)[3]
- Medal pamiątkowy Wojskowego Instytutu Historycznego(1987)[4]

W 1980 roku otrzymał nagrodę państwową II. stopnia.

## Wybrane publikacje
Był specjalistą w dziedzinie najnowszej historii gospodarczej Polski, autorem i redaktorem blisko 50 książek oraz ok. 400 innych prac, m.in.:
- „Kraj Warty” 1939-1945. Studium historyczno-gospodarcze okupacji hitlerowskiej (1972)
- Polscy robotnicy przymusowi w Trzeciej Rzeszy podczas II wojny światowej (1974)
- Polityka ludnościowa i ekonomiczna hitlerowskich Niemiec w okupowanej Polsce, Wyd. Poznańskie, Poznań 1979 ISBN 83-210-0010-X.
- Polityka ekonomiczna III Rzeszy w latach drugiej wojny światowej (1982)
- Dzieje gospodarcze Niemiec 1871–1945 (1984)
- Dzieje gospodarcze Wielkopolski w okresie zaborów 1815-1918 (1988)
- Od Bismarcka do Hitlera: polsko-niemieckie stosunki gospodarcze (1988)
- Zagłada (1989)
- Dzień po dniu w okupowanym Poznaniu (1989)
- Dzień po dniu w okupowanej Wielkopolsce i na Ziemi Łódzkiej (Kraj Warty) (1989)
- Praca przymusowa Polaków w III Rzeszy (1989)
- Dzieje Obornik, red., Wyd. Poznańskie (1990), ISBN 978-83-210-0902-5.
- Polska i Polacy w drugiej wojnie światowej (1993)
- Dzieje Mogilna (1998)
- Dzieje Jarocina (1998)
- Historia gospodarcza Niemiec lat 1871–1990 (2002)
- Dzieje Polski 1939-1945. Kalendarium wydarzeń, Wydawnictwo Poznańskie, Poznań 2007, s. 606 ISBN 978-83-7177-430-0.

Intensywną działalność naukową prowadził również po formalnym przejściu na emeryturę, za co w 1999 uhonorowany został medalem

## Publikacje o prof. Czesławie Łuczaku
- Antoni Czubiński, Wspomnienie pośmiertne. Czesław Łuczak (1922-2002), „Studia Historica Slavo-Germanica”, t. 24 (2001-2002), s. 279–281.
- Dariusz Matelski, Czesław Łuczak (1922-2002), „Ziemia Kujawska”, tom 15, 2002, s. 251–257.
- Dariusz Matelski, Czesław Łuczak (1922-2002), „Poznański Rocznik Historyczno-Archiwalny”, tom VIII-IX, Poznań 2002, s. 326–332.